# بروتين افتراضي
البروتين الافتراضي في الكيمياء الحيوية هو بروتين تُوقِّع وجودُه، ولكن هناك نقص في الأدلة التجريبية على وجوده في الجسم الحي. أسفر تسلسل العديد من الجينوم عن العديد من إطارات القراءة المفتوحة التي لا يمكن تعيين وظائفها بسهولة. تشكل هذه البروتينات إما بروتين افتراضي يتيم أو محفوظ، ما يقرب من 20٪ إلى 40٪ من البروتينات المشفرة في كل جينوم متسلسل حديثًا. حتى عندما يكون هناك ما يكفي من الأدلة على أن منتج الجينة يتم التعبير عنه من خلال تقنيات مثل ميكروأري وقياس الطيف الكتلي، يصعب تعيين وظيفة له؛ نظرًا لنقص هويته لتسلسل البروتين مع وظيفة كيميائية حيوية مشروحة. في الوقت الحاضر، تُستنتج معظم تسلسلات البروتين من التحليل الحسابي لتسلسل الحمض النووي الجيني. تنشئ بروتينات افتراضية بواسطة برمجيات التنبؤ الجيني خلال تحليل الجينوم. عندما تجد الأداة المعلوماتية الحيوية المستخدمة في تحديد الجين إطارًا مفتوحًا للقراءة كبيرًا دون وجود متجانس مميز في قاعدة بيانات البروتين، فإنها تُرجع «بروتين افتراضي» كملاحظة توضيحية.
يمكن التنبؤ ببروتين افتراضي من خلال عمليات البحث في المجالات المتجانسة بمستويات ثقة مختلفة. تتوافر المجالات المحفوظة في البروتينات الافتراضية التي تحتاج إلى مقارنتها بالمجالات العائلية المعروفة التي يمكن تصنيف البروتين الافتراضي فيها إلى عائلات بروتينية معينة على الرغم من أنها لم يتم فحصها في الجسم الحي. كما يمكن التنبؤ بوظيفة البروتين الافتراضي من خلال نمذجة التماثل، حيث يكون للبروتين الافتراضي محاذاة لتسلسل بروتين معروف معروف بهيكله الثنائي الأبعاد وبطريقة النمذجة إذا تنبأت البنية، عندئذ يمكن التأكد من قدرة البروتين الافتراضي على العمل الحسابي علاوة على ذلك، تتضمن مقاربات وظيفة التعليق على البروتينات الافتراضية تحديد البنية الثلاثية الأبعاد لهذه البروتينات من خلال مبادرات الجينوميات الإنشائية، وفهم طبيعة وطريقة ربط أيون مجموعة / معادن، وأضعاف التماثل مع بروتينات أخرى من الوظائف المعروفة وتوضيح الموقع التحفيزي المحتمل والموقع التنظيمي. يعتبر تنبؤ البنية مع تقييم الوظيفة البيوكيميائية عن طريق الفرز للعديد من الركائز نهجًا واعدًا آخر للتعليقات التوضيحية.